# Джон Джордж Чілдрен
Джон Джордж Чілдрен (англ. John George Children; 18 травня 1777 - 1 січня 1852) — британський хімік, мінералог і зоолог. Його дочка Анна Аткінс була відомим англійським ботаніком.

## Біографія
Джон Джордж Чілдрен народився 18 травня 1777 року в графстві Кент. Був єдиною дитиною в сім'ї банкіра Джорджа Чілдрена (1742-1818) і його дружини Сусанни Маршалл Джордан. Він навчався в Ітонському коледжі, з 1794 року навчався в Королівському коледжі в Кембриджі, однак, кинув навчання в 1798 році через смерть своєї дружини. Він об'їздив Європу, а також Сполучені Штати і займався мінералогією, хімією і гальванізмом. За фінансової підтримки свого батька він обладнав лабораторію, в якій проводив експерименти разом з Гемфрі Деві і Вільямом Хайдом Волластоном.
У 1807 році Чілдрен став членом Королівського товариства і Ліннеївського товариства. У 1813 році він сконструював найбільшу в той час гальванічну батарею. У 1815 році Чілдрен поїхав до Іспанії і відвідав рудники з видобутку ртуті в 
Альмадені.
Після банкрутства свого батька в 1816 році Чілдрен був змушений шукати собі посаду. У тому ж році він отримав посаду бібліотекаря в Департаменті античності  Британського музею. Як наступник Вільяма Елфорда Ліча він відповідав з 1823 до 1840 роки за зоологічну колекцію музею. Він допомагав також видавати «Zoological Journal», перший випуск якого відбувся в 1825 році.
З 1826 по 1827 і з 1830 по 1837 роки він був секретарем Королівського товариства, а з 1837 по 1839 роки також його віце-президентом. У 1833 році він був установчим президентом Королівського ентомологічного товариства Лондона і з 1838 по 1844 роки віце-президента ботанічного товариства Лондона.
Чілдрен опублікував кілька статей в журналі «Філософські праці Королівського товариства».

## Сім'я
- Його єдиною дочкою (від першої дружини Естер Анни) була Анна Аткінс, ботанік, яка найбільш відома своєю книгою ціанотипових фотограм водоростей, першою книгою виключно фотографічних зображень, коли-небудь зроблених. Вона написала мемуари про життя свого батька, які включали в себе кілька неопублікованих віршів.